# Liquidambar orientalis
Liquidambar orientalis, beter bekend als Oosterse amberboom, is een bladverliezende loofboom die endemisch is in het oostelijke deel van het Middellandse Zeegebied.
Hij komt voornamelijk voor in riviervlaktes in zuidwest Turkije en op het Griekse eiland Rhodos. De soort houdt van een vochtige standplaats en wordt vaak aangetroffen in combinatie met platanen.
Deze amberboom kan 15 meter hoog worden. De amberhars (storax of styrax, ook wel styraxbalsem genoemd) wordt gebruikt voor medicinale toepassingen en in parfums. De olie wordt van onder de schors gewonnen.

## Verspreiding

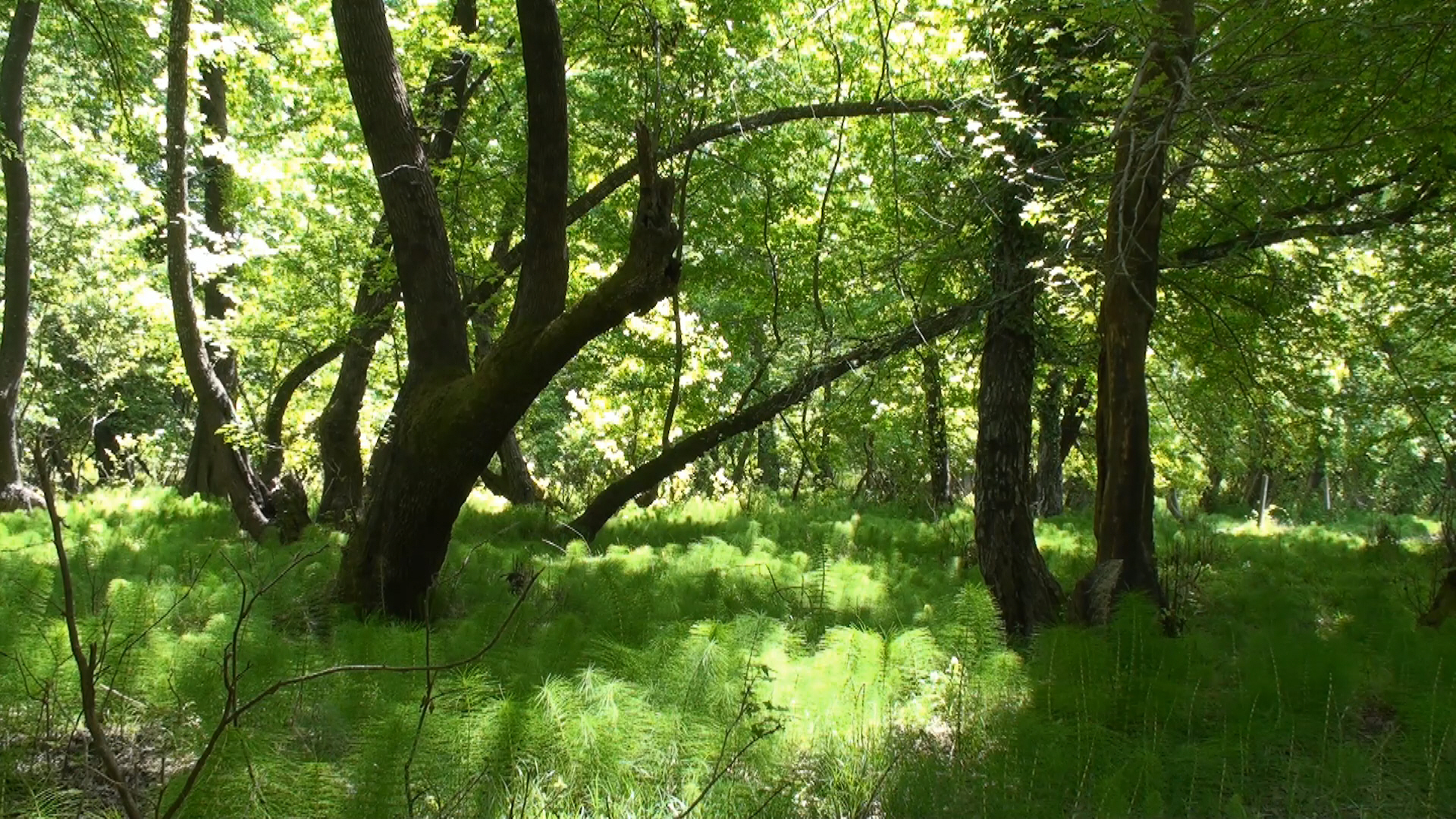
Het amberbos van Kavakarasi bij het meer van Köyceğiz

De bossen van deze boom die een relict is uit het Tertiair zijn onder meer te vinden in Natuurbeschermingsgebied Köyceğiz-Dalyan in de Provincie Muğla in Zuidwest-Turkije, waar een gebied van 286 hectare gereserveerd is als natuurreservaat en arboretum voor het behoud van de soort. 

De moerasbossen van oosterse amberbomen, die veelal doorsneden worden door sloten, grenzen er vaak direct aan draslanden en hebben meestal een ondergroei van paardenstaart. Verder is er een groot areaal rond Marmaris. De oosterse amberbossen in deze twee gebieden zijn de bekendste, omdat de twee regio’s ook prominente toeristencentra zijn.
Meer in het binnenland in de provincie Aydın bevindt zich een areaal van bijna 100 hectare dat zich uitstrekt tussen de districten Çine, Köşk en Umurlu. Een beschermd bosgebied met oosterse amberbomen ter grootte van 88,5 hectare bevindt zich in het district Bucak, Provincie Burdur grenzend aan het Karacaören-stuwmeer aan de weg naar Antalya. De bomen zijn plaatselijk ook te vinden in de districten Beyağaç en Tavas in de Provincie Denizli.
De totale oppervlakte in Turkije van bossen die uitsluitend uit Oosterse amberbomen bestaan bedraagt 1348 hectare. Deze bossen zijn alle gelegen in het zuidwesten van het land. De verspreiding anno 2010 illustreert duidelijk de afname ten opzichte van de 6000-7000 ha die in de periode 1940-1950 in Turkije aanwezig was. Sinds 1980 probeert men met beschermende- en infrastructurele maatregelen ter plekke het verlies aan areaal tot stilstand te brengen en de kwaliteit van de bossen te verbeteren.

## Productie en medicinaal gebruik

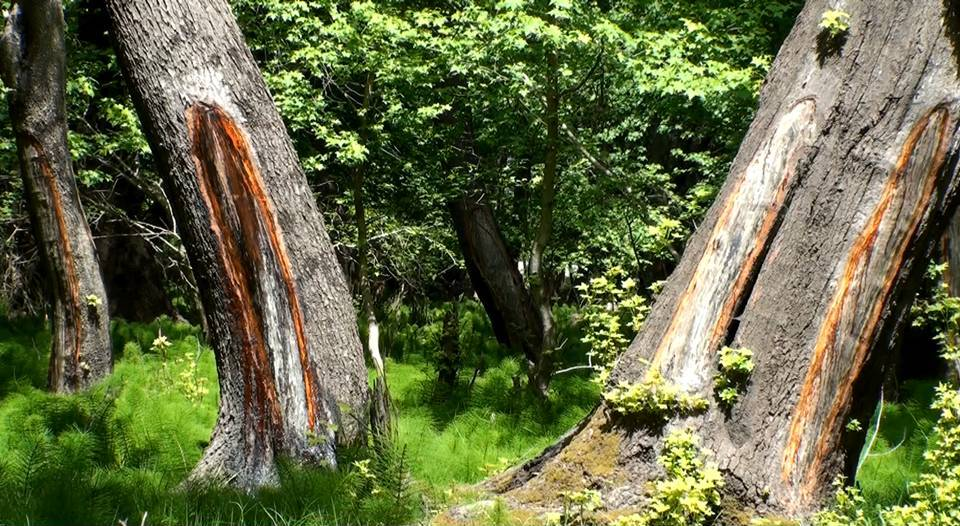
Gebleste stammen in het amberbos van Kavakarası

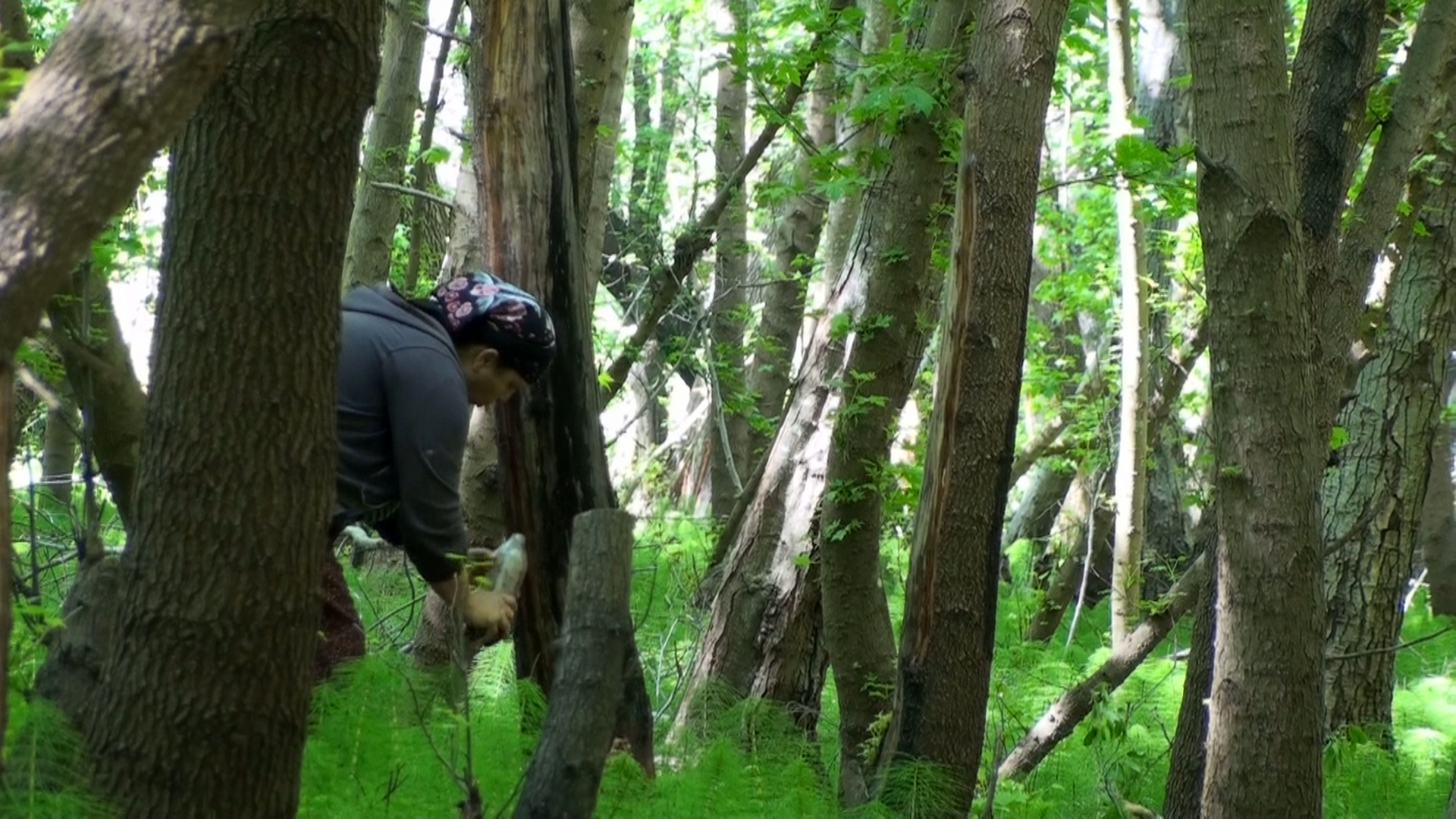
Dorpsvrouw in Kavakarası bij de styraxwinning

Het winnen van storax (de welriekende hars), de productie van een hieruit bereide olie (sığ(a)la yağı), en de export van deze producten, spelen een belangrijke rol in de plaatselijke economie. De dik vloeibare substantie wordt verkregen door in de periode juni-september in fasen ¼ van de totale bast in de lengte te strippen. Bij verwonding van de bast komt de styrax vrij, wat wordt gestimuleerd door op de bast te kloppen. In de bossen bij Kavakarası in de provincie Muğla, wint de lokale bevolking het sap door de scherpe rand van een plastic fles langs de gebleste boom te schrapen. De bast wordt na het strippen in kokend water te weken gezet om zacht te worden, en vervolgens uitgeperst. De balsem wordt dan tot de verkoop ervan verdund met ¼ water. Dit houdt de balsem zacht en zorgt ervoor dat het aroma behouden blijft. Door stoomdestillatie van de ruwe balsem wordt een lichtgele olie verkregen, die voor medicinale toepassingen gebruikt kan worden.
De sapwinning en oliebereiding brengen vrij veel arbeidsintensieve taken met zich mee. Er bestaat een reëel gevaar dat de huidige generatie meesteroliemakers in de nabije toekomst geen opvolgers zal hebben.
In het Nederlands is de olie onder verscheidene namen bekend, kortweg onder de naam storax of styrax waarmee alle oliën onttrokken aan styraxbomen wereldwijd aangeduid worden, of als Levant storax, Styrax benzoïn, Styraxbalsem, of Oriental Sweetgum Olie. Verdund met een geschikte draagolie, wordt het in de alternatieve geneeswijze wel uitwendig gebruikt bij schaafwonden, bronchitis, slijmvliesontsteking, hoestbuien, snijwonden, ringworm, schurft, stress gerelateerde aandoeningen en angststoornissen.

## Vooruitzichten
De status van de Oosterse amberboom en de ontwikkelingen met betrekking tot de bescherming ervan blijven lokaal en nationaal in Turkije op de milieuagenda staan. De belangrijkste oorzaken voor het verlies van amberbossen waren het kappen van bomen voor de verwerving van nieuwe landbouwgronden en de constructie van drie dammen op locaties die precies samenvielen met belangrijke habitats van de soort. De Liquidambar orientalis neemt inmiddels een belangrijke positie in als symbool voor de bedreigingen van de biodiversiteit in Turkije.

## Etymologie
De naam in het Turks voor de specifieke soort is Günlük ağacı, terwijl de bomen van het geslacht als geheel Sığala ağacı genoemd worden. 

Deze naam wordt echter ook gebruikt om uitsluitend naar de Oosterse amberboom te verwijzen. Günlük ağacı betekent "een wierook / mirre boom [ağaç]". De etymologie van het woord günlük is onbekend, terwijl sığala verwijst naar "een moerassig gebied".

## Voetnoten
1. ↑  Todd Lasseigne, Horticulture. North Carolina State University. Gearchiveerd op 24 februari 2007. Geraadpleegd op 18 mei 2007.
2. ↑  (tr)  Het amberbos van Kargı Bucak kaart en informatie van Beschermd natuurgebied bij het dorp Kargı. Burdur Directoraat-Generaal van Milieu en Bosbeheer. [dode link]
3. ↑  (tr)  Rasim Çetiner, Flora of Beyağaç and its surrounding region. Karadeniz Technische Universiteit. Gearchiveerd op 9 oktober 2007.
4. ↑  bHarvey Wickes Felter, M.D., and John Uri Lloyd, Phr. M., Ph. D., King's American Dispensatory, 1898, Styrax (U. S. P.)—Storax.
5. ↑  (tr) Son Amber (De laatste amber). Atlas (tijdschrift). Gearchiveerd op 10 mei 2007.
6. ↑  Styrax - Levant Guide to Essential Oils.